# Lutosławski: Piano Concerto, Symphony No. 2
Lutosławski: Piano Concerto, Symphony No. 2 – album polskiego pianisty Krystiana Zimermana z udziałem niemieckiej orkiestry Berliner Philharmoniker pod batutą sir Simona Rattle’a. Został wydany 14 sierpnia 2015 przez Deutsche Grammophon, ze wsparciem Instytutu Adama Mickiewicza w ramach programu Polska Music. Prezentuje „Koncert fortepianowy” i „II symfonię” Witolda Lutosławskiego. Płyta uzyskała dwie nagrody Fryderyk 2016 w kategoriach: Najlepszy Album Polski Za Granicą i Najwybitniejsze Nagranie Muzyki Polskiej.

## Lista utworów

### Witold Lutoslawski: Concerto for Piano and Orchestra
1. Dotted Quarter Note = 110 – Quarter Note = 70 [5:54]
2. Presto – Poco meno mosso – Lento [4:40]
3. Eighth Note ca. 85 – Largo [7:57]
4. Quarter Note = 84 – Presto [7:29]

### Witold Lutoslawski: Symphony No.2
1. Hésitant [12:27]
2. Direct [13:43]

## Nagrody i wyróżnienia[6]
- Fryderyki 2016: nagrody w kategoriach Najlepszy Album Polski Za Granicą i Najwybitniejsze Nagranie Muzyki Polskiej
- Gramophone Magazine: Editor’s Choice – wrzesień 2015
- Presto Classical: finalista Płyt 2015 + Płyta Tygodnia (21 sierpnia 2015)